# Gaston Chevereau
 (avril 2023).
 (avril 2023).
Gaston Chevereau, né le 18 mars 1909 à Saint-Mars-d'Outillé  (Sarthe) et mort le 11 septembre 2003 à Saint-Mars-d'Outillé  (Sarthe), est un instituteur et écrivain sarthois.

## Biographie
Il naît dans une famille de modestes cultivateurs installés dans la métairie de l'Hommedaire à Saint-Mars-d'Outillé dont il est le petit dernier. Alors qu'il a un an, son père Henri s'amuse à greffer un châtaignier sur un jeune chêne, arbre rare et unique par sa longévité aujourd'hui lieu de curiosité et de promenade, protégé par l'ONF.[réf. nécessaire]
Gaston obtient en 1921 son certificat d'études mais arrête l'école à l'âge de 12 ans pour rester "pâtou" et aider ses parents. Plus tard il travaille dans les fermes des environs. Il apprend la musique avec le réputé Père Foulard et intègre la fanfare du village. C'est avec elle qu'il découvre la ville d'Amboise à l'âge de 15 ans. Ils y sont logés dans l'École Normale et font la visite historique du château. Ce séjour marque profondément le garçon qui mesure alors tout ce qui le sépare de ce milieu intellectuel.[réf. nécessaire]
Il a 17 ans quand sa sœur le fait venir à Rouen, où pendant un an il sera receveur des tramways. Le milieu ouvrier rude, la vie citadine où il ne s'épanouit guère et la mésentente du ménage qui l'accueille le poussent à rentrer au pays.[réf. nécessaire]
De 1928 à 1930 il est employé à la laiterie nouvelle de Laigné-en-Belin. Il devient responsable de la fabrication du beurre, prend confiance en ses capacités et rêve d'intégrer l'école technique de Surgères.[réf. nécessaire]
Après son service militaire en 1931, sur les conseils d'Émile Fétick, un ami et élève instituteur, il obtient à la rentrée un poste de surveillant "au pair" dans une école libre, l'Institution Moreau de Montlhéry. Il reprend ses études en assistant en auditeur libre aux cours du brevet élémentaire, qu'il obtient en 1933. Cependant le 18 juin le brevet supérieur devient exigible pour être instituteur titulaire. Il persévère et obtient en novembre 1937 son CAP d'instituteur, première étape. Il y est encouragé par Cousinet, disciple de Piaget.[réf. nécessaire]
Il est mobilisé en 1939 : il est fait prisonnier en 1940 et envoyé en stalag à Moosburg an der Isar puis à Albaching en Haute-Bavière où il devient travailleur dans une ferme. Il est libéré en août 1941 dans le cadre de la "relève". À son retour il croit encore à la propagande pétainiste dont les prisonniers ont été abreuvés dans les camps, par le journal La Gerbe. Or en 1938 il a épousé  Berthe Lerouge dont il a un fils en 1939. La famille Lerouge est résistante à l'époque de sa captivité, échappant par miracle à une perquisition de la Gestapo en 1941 (les armes sont cachées dans le jardin, dans la litière des bêtes), ce qu'il ignore.[réf. nécessaire]
Au fil des mois il finit par comprendre la réalité du régime de Vichy. Son beau-père Eugène Lerouge, résistant communiste à Saint-Michel-sur-Orge avec Antoine Meghzi (fusillé au Mont Valérien) est ami de Louis Babin "médecin des humbles" qui soigne la famille (interné à Châteaubriant avec Guy Moquet,  Babin est fusillé en décembre 41 à la Blisière). Arrêté sur dénonciation  et interné comme otage politique au Camp de Pithiviers de 1942 à 1943, élu au Conseil Municipal de Saint-Michel à la libération, Eugène décède en mars 1946.[réf. nécessaire]
Gaston a repris ses études au retour d'Allemagne tout en travaillant. Il est resté à l'Institution Moreau jusqu'à l'été 1945, puis a étudié par correspondance pour l'examen, installé chez sa mère à Saint-Mars-d'Outillé avec sa famille. Il est admis au brevet supérieur en octobre 1945. Après un temps de suppléance en région parisienne dans des conditions parfois pénibles ou périlleuses, il devient  enfin instituteur titulaire le 1er janvier 1948 alors qu'il a presque 39 ans, successivement à Versailles, Chérence (Seine-et-Oise), puis à Luynes et enfin à Saint-Mars-d'Outillé en 1954. Lors de son poste à Chérence il met en application la pédagogie active de Célestin Freinet, encore nouvelle.[réf. nécessaire]
Il habite dès 1954 sa maison de la Côtière à Saint-Mars-d'Outillé avec sa femme et ses six enfants . Il poursuit sa carrière en 1957 à Teloché (village voisin distant de 5 km) où il termine sa carrière en 1968 à l'âge de 59 ans. Il demeure à la Côtière et devient une des figures de Saint-Mars-d'Outillé grâce à son attelage tracté par l'âne Charlot et à son art de conteur pour animer les veillées.[réf. nécessaire]
Il profite de sa retraite pour évoquer en détail la vie quotidienne de son village et sa campagne au début du 20e siècle dans un premier livre, et pour enregistrer plus tard un lexique de 1400 mots du parler sarthois, patois resté bien vif dans sa mémoire (lexique écoutable en ligne sur le site des archives du département, ainsi que 16 archives sonores, extraits de son livre et chanson). Il se rend aussi dans les écoles pour partager avec les nouvelles générations cette mémoire du patrimoine sarthois.[réf. nécessaire]

## Hommages
- Depuis 2004, une salle municipale de Saint-Mars-d'Outillé s'appelle salle Gaston-Chevereau[2].
- L'école élémentaire de Saint-Mars-d'Outillé porte le nom du personnage de ses mémoires, "Le Pâtou".
- La bibliothèque de Vibraye s'appelle bibliothèque Gaston-Chevereau[3].
- Dossier spécial: "Gaston Chevereau autodidacte au grand cœur." Magazine La Vie Mancelle et Sarthoise no 322 sept-oct.1995
- Article spécial : "Hommage à notre ami Gaston Chevereau." Magazine La Vie Mancelle et Sarthoise no 372 janv-févr.2004
- Portrait de lui parmi les rencontres ayant marqué la vie de l'auteur. "Quand rayonnent les lumières" de Daniel Etoc éditions Le Petit Pavé 2015

## Œuvres
- Une enfance à la campagne, l'Hommedaire, éditions Cénomane, 1985.
- Parler sarthois, tome 2, éditions Cénomane, 1987.
- De l'étable au tableau, éditions Cénomane, 1989. (préface d'Anne Fillon)

## Œuvre sonore
- Dictionnaire du parler de l'Hommedaire en 1920, Fonds Sonore des Archives de la Sarthe, 1987[4].
- 18 lectures enregistrées, Fonds: Sauvegarde de la parole sarthoise, Fonds Sonore des Archives de la Sarthe, 1987[5].